# 121ª Squadriglia radar remota
La 121ª Squadriglia Radar Remota (121° Sq.R.R.) (callsign:  Quercia, ICAO: LIRD) è un ente dell'Aeronautica Militare situato a Poggio Ballone (Grosseto), precedentemente noto come 21º Gruppo radar dell'Aeronautica Militare.
Essa opera con compiti di sorveglianza dello spazio aereo e controllo dei velivoli intercettori nell'ambito della rete di Difesa Aerea nazionale ed integrato con la più vasta rete radar NATO.
La stazione è dotata di impianti FADR (Fixed Air Defense Radar) AN/FPS-117 dell'americana Lockheed, aggiornati all'ultima versione, e per prima in Italia è stata dotata di un sensore tridimensionale e a lungo raggio.
In quanto stazione remotizzata, la Squadriglia è dotata di un datalink collegato con la sala operativa del GRCDA di Poggio Renatico (Ferrara), alla quale trasmette i dati di avvistamento e tracciamento dei velivoli acquisiti. Dipende dalla  4ª Brigata telecomunicazioni e difesa aerea.

## Storia
Il nucleo di formazione della stazione radar fu implementato nella primavera del 1967, sui colli al di sopra della frazione Tirli di Poggio Ballone, su cui vennero spostati gli impianti di avvistamento e controllo intercettori sperimentati a Pratica di Mare subito dopo il termine della seconda guerra mondiale. Per quasi due anni l'equipaggiamento fu essenziale, col personale che alloggiava in tende.
Il nominativo radio della stazione radar, Quercia, deriva dai primi esperimenti effettuati col materiale ereditato dall'USAAF e dalla Royal Air Force, su una collina denominata  Macchia Capretta e sulla quale si ergeva, appunto, una rigogliosa quercia. Il nominativo divenne operativo nelle missioni addestrative coi primi velivoli ad aviogetto a disposizione dell'Aeronautica.
Quel primo nucleo di pionieri della difesa aerea subì negli anni molte trasformazioni, assumendo la denominazione di 2° Settore della difesa aerea territoriale (DAT) e trasferendo la propria sede dapprima sull'aeroporto di Vigna di Valle (1955-1967) e successivamente sulla cima di Poggio Ballone.
Fino al 2014, il 21º Gruppo radar è stato uno dei tre reparti ancora presidiati nella vigilanza dello spazio aereo nazionale, ricevendo dati elettronicamente assieme al 22º Gruppo radar di Licola e al GRCDA di Poggio Renatico da 12 installazioni radar remotizzate.
Nel corso dei 47 anni di presenza sullo scenario operativo, la stazione radar ha gestito e lanciato 350 scramble sul mar Tirreno, la Sardegna e l'Italia nord-occidentale, guidando gli intercettori nella difesa dello spazio aereo nazionale.
In particolare il 21º Gr.R.A.M. ha mantenuto rapporti di collaborazione, per collocazione geografica e ruolo esercitato nel sistema di difesa aerea, con il Comando del 4º Stormo di Grosseto (9º Gruppo e 20º Gruppo caccia), i cui velivoli hanno operato preminentemente sotto il controllo della sala operativa radar, da cui partono le informazioni indispensabili per lo svolgimento delle intercettazioni.
Nel quadro di generale revisione della spesa pubblica, il 21º Gruppo radar ha cessato le proprie funzioni il 12 settembre 2014 e si è riconfigurato in 121ª Squadriglia radar remota, inserita nella struttura del Comando Logistico della Forza Armata. e subordinata al 4º reparto tecnico manutentivo di Borgo Piave (Latina).
Le funzioni di comando e controllo sono state trasferite al Gruppo riporto e controllo difesa aerea, e l'organico complessivo è in fase di riduzione: dei circa 250 addetti normalmente necessari per il funzionamento del centro di controllo, si passerà a 32 elementi.

## Equipaggiamenti
- dal 1967, AN/FPS-88;
- nel 1994 fu installato un AN/FPS-117 (primo sito in Italia);
- il 2 settembre 2002 fu messo in opera il sistema Aegis Site Emulator (A.S.E.), che consente di svolgere tutte le operazioni connesse alla gestione della Recognized Air Picture (RAP);
- l'8 luglio 2014 si sono conclusi i lavori di posa del radome protettivo del radar AN/FPS-117.[7]